# Vuelta a España 2022/8. Etappe
Die 8. Etappe der Vuelta a España 2022 fand am 27. August 2022 statt und endete mit der zweiten Bergankunft der 77. Austragung des spanischen Etappenrennens. Die Strecke führte von Pola de Laviana über 153,4 Kilometer und sechs klassifizierte Bergwertungen zum Colláu Fancuaya, der auf einer Höhe von 1088 Metern Seehöhe in der Gemeinde Yernes y Tameza liegt. Nach der Zielankunft hatten die Fahrer insgesamt 1256,9 Kilometer absolviert, was 38,3 % der Gesamtdistanz der Rundfahrt entsprach.

## Streckenführung
Unmittelbar nach dem Start in Pola de Laviana (325 m) begann die Straße zu steigen und führte auf die Alto de la Colladona (850 m), die mit einer Bergwertung der 2. Kategorie klassifiziert war und nach 9,8 Kilometern überquert wurde. Nach der Abfahrt folgten die Fahrer dem Aller stromabwärts und durchfuhren die Ortschaften Moreda und Ujo, ehe sie entlang des Turón stromaufwärts in Richtung Osten fuhren und die Alto de la Mozqueta (848 m) in Angriff nahmen, die als Bergwertung der 2. Kategorie gewertet wurde. Anschließend ging es nach Langreo (215 m), wo mit der Alto de Santo Emiliano (520 m) ein weiterer Anstieg der 3. Kategorie folgte. Nach der Abfahrt gelangten die Fahrer nach Mieres del Camino, wo ein rund 20 Kilometer langes Flachstück zum nächsten Anstieg, dem Puerto de Tenebredo (512 m) folgte. Dieser war als Bergwertung der 3. Kategorie klassifiziert, wobei auf seiner Kuppe Bonussekunden vergeben wurden. Nachdem die Fahrer dem Río Trubia bergab gefolgt waren, wurde 39,8 Kilometer vor dem Ziel die vorletzte Bergwertung auf dem Puerto de Perlavia (411 m) passiert. Dieser war ebenfalls als Anstieg der 3. Kategorie eingestuft. Nach dem einzigen Zwischensprint in Grado, 26 Kilometer vor dem Ziel, begann die Straße erneut leicht anzusteigen und führte nach Tabláu, wo wenig später auf einer Höhe von 278 Metern der offizielle Schlussanstieg begann.
Der Schlussanstieg nach Colláu Fancuaya (1088 m) war mit einer Bergwertung der 1. Kategorie versehen und führte über 10,1 Kilometer mit einer durchschnittlichen Steigung von 8,5 %. Die Organisatoren der Vuelta a España nutzten die Auffahrt über den kleinen Ort Yernes, durch den eine enge Straße auf den Gipfel führt. Der Anstieg weist Passagen von über 12 % auf und fällt auf den letzten zwei Kilometern im Schnitt nicht unter 9 %.
|                            | Ort                    | Kilometer | Länge (km) | Höhe (m) | Ø Steigung |
| -------------------------- | ---------------------- | --------- | ---------- | -------- | ---------- |
| Start                      | Pola de Laviana        | 0         |            |          |            |
| Bergwertung (2. Kategorie) | Alto de la Colladona   | 9,8       | 6,4        | 850      | 7 %        |
| Bergwertung (2. Kategorie) | Alto de la Mozqueta    | 48,8      | 6,8        | 848      | 6,6 %      |
| Bergwertung (3. Kategorie) | Alto de Santo Emiliano | 66,5      | 5,7        | 520      | 5,3 %      |
| Bergwertung (3. Kategorie) | Puerto de Tenebredo    | 98,1      | 5,3        | 512      | 6,2 %      |
| Bonussprint                | Puerto de Tenebredo    | 98,1      |            | 512      |            |
| Bergwertung (3. Kategorie) | Puerto de Perlavia     | 113,8     | 4          | 411      | 7,7 %      |
| Zwischensprint             | Grado                  | 127,4     |            |          |            |
| Bergwertung (1. Kategorie) | Colláu Fancuaya        | 153,4     | 10,1       | 1088     | 8,5 %      |
| Ziel                       | Colláu Fancuaya        | 153,4     |            |          |            |

## Rennverlauf und Ergebnisse
Mit Mark Donovan, Nikias Arndt (beide DSM) und Anthony Delaplace (Arkéa-Samsic) gingen erneut drei Fahrer aufgrund eines positiven COVID-19 Tests nicht an den Start der Etappe. Die Anfangsphase der 8. Etappe war von einer Vielzahl von Angriffen geprägt. Dabei setzte sich immer wieder Gruppen vom Hauptfeld ab, während vereinzelt Fahrer wieder ins Peloton zurückfielen. Unmittelbar nach dem Start ging es auf die Alto de la Colladona (850 m), auf der sich Jay Vine (Alpecin-Deceuninck) die meisten Bergpunkte sicherte. Der Australier übernahm somit virtuell das gepunktete Trikot von Victor Langellotti (Burgos-BH), der keine Punkte holte. Nach dem ersten Anstieg und der anschließenden Abfahrt bildete sich schließlich nach rund 40 Kilometern die Ausreißergruppe des Tages. In dieser waren folgende Teams vertreten (geordnet nach dem bestplatzierten Fahrer in der Gesamtwertung): Mikel Landa (Bahrain Victorious), Jay Vine (Alpecin-Deceuninck), Sébastien Reichenbach, Thibaut Pinot, Bruno Armirail (alle Groupama-FDJ), Marc Soler (UAE Team Emirates), Rein Taaramäe (Intermarché-Wanty-Gobert Matériaux), Lucas Hamilton (BikeExchange-Jayco), Mads Pedersen (Trek-Segafredo) und Alexei Luzenko (Astana Qazaqstan). Der Vorsprung der Gruppe wuchs stetig an, bis er sich bei etwa vier Minuten einpendelte.
Noch vor dem zweiten kategorisierten Anstieg gab Victor Langellotti das Rennen im gepunkteten Trikot auf. Jay Vine hingegen überquerte sowohl die Alto de la Mozqueta (848 m) als auch die Alto de Santo Emiliano (520 m) als erster und baute seinen Vorsprung in der Bergwertung weiter aus. Nachdem der Australier auch die meisten Punkte auf dem Puerto de Tenebredo (512 m) holte, stand er bereits vorzeitig als Träger des Bergtrikots auf der nachfolgenden Etappe fest. Mit dem Puerto de Perlavia (411 m) gewann er auch die fünfte Bergwertung des Tages und hatte nun virtuell einen Vorsprung von 19 Punkten auf seinen ersten Verfolger. Thibaut Pinot überquerte die Bergwertungen jeweils als zweiter und brachte sich somit ebenfalls im Kampf um das gepunktete Trikot in Stellung. 26 Kilometer vor dem Ziel wurde in Grado ein Zwischensprint ausgetragen, bei dem sich Mads Pedersen vor Marc Soler und Alexei Luzenko durchsetzte. Aufgrund der 20 Punkte schob sich der Däne nun in der Punktewertung an Sam Bennett (Bora-hansgrohe) vorbei und schlüpfte so virtuell in das Grüne Trikot.
Bereits vor dem eigentlichen Schlussanstieg begann die Straße leicht anzusteigen, was dazu führte, dass Mads Pedersen als erster Fahrer, rund 16 Kilometer vor dem Ziel, von der Ausreißergruppe distanziert wurde. Kurz darauf fiel auch Bruno Armirail nach getaner Arbeit für seine beiden Teamkollegen zurück. Im Hauptfeld erhöhte nun das Quick-Step Alpha Vinyl Team das Tempo für den Gesamtführenden Remco Evenepoel, wodurch der Rückstand auf die Ausreißergruppe auf rund dreieinhalb Minuten sank. Rund sechs Kilometer vor dem Ziel forcierte Alexei Luzenko das Tempo, was dazu führte, dass sowohl Marc Soler als auch Mikel Landa zurückfielen. Kurz darauf griff Jay Vine an und löste sich von seinen Fluchtgefährten. Der Australier fuhr innerhalb von zwei Kilometern einen Vorsprung von rund 30 Sekunden heraus und konnte diesen in weiterer Folge noch weiter ausbauen. Jay Vine gewann seine zweite Vuelta-a-España-Etappe innerhalb von drei Tagen und sicherte sich zudem zehn weitere Bergpunkte, womit der die Bergwertung souverän anführte. Die Hauptgruppe war unterdessen zerfallen und Remco Evenepoel hatte sich gemeinsam mit Enric Mas (Movistar), Primož Roglič (Jumbo-Visma) und Carlos Rodríguez (Ineos Grenadiers) von den anderen Gesamtklassement-Fahrern absetzten können. Schlussendlich belegte Remco Evenepoel hinter Marc Soler, Rein Taaramäe und Thibaut Pinot den fünften Platz und erreichte das Ziel mit einem Rückstand von einer Minute und 20 Sekunden auf den Tagessieger. Enric Mas und Primož Roglič erreichten gemeinsam mit dem Gesamtführenden das Ziel, während Carlos Rodríguez auf den letzten Metern zurückgefallen war und wie Simon Yates (BikeExchange-Jayco) 13 Sekunden verlor. Juan Ayuso (UAE Team Emirates) erreichte das Ziel gemeinsam mit seinem Teamkollegen João Almeida als 13. mit einem Rückstand von zwei Minuten und zehn Sekunden auf Jay Vine. Miguel Angel Lopez (Astana Qazaqstan) und Pavel Sivakov (Ineos Grenadiers) kamen mit einem Rückstand von zwei Minuten und 39 Sekunden bzw. drei Minuten und 24 Sekunden im Ziel an.

In der Gesamtwertung lagen nun Remco Evenepoel, Enric Mas (+0:28 min) und Primož Roglič (+1:01 min) auf den ersten drei Plätzen, wobei sich die Abstände zwischen den Fahrern nicht verändert hatten. Carlos Rodríguez war mit einem Rückstand von einer Minute und 47 Sekunden auf den vierten Platz vorgerückt, während sein Teamkollege Pavel Sivakov aus den Top 10 fiel. Juan Ayuso verlor ebenfalls eine Platzierung und rutschte auf den sechsten Gesamtrang ab. Mit Jay Vine und Mads Pedersen wechselten die Führenden in der Berg- bzw. Punktewertung. Juan Ayuso behielt stellvertretend das Weiße Trikot, da Carlos Rodríguez das spanische Meistertrikot vorzog. Alle 169 gestarteten Fahrer erreichten das Ziel der Etappe.
| \| Etappenergebnis \| Etappenergebnis \| Etappenergebnis \| Etappenergebnis \| Etappenergebnis \| \| Fahrer \| Fahrer \| Land \| Team \| Zeit \| \| --------------- \| --------------------- \| ---------------------- \| ---------------------------------- \| --------------- \| \| 1. \| Jay Vine \| Australien \| Alpecin-Deceuninck \| 4 h 05 min 25 s \| \| 2. \| Marc Soler \| Spanien \| UAE Team Emirates \| + 43 s \| \| 3. \| Rein Taaramäe \| Estland \| Intermarché-Wanty-Gobert Matériaux \| + 43 s \| \| 4. \| Thibaut Pinot \| Frankreich \| Groupama-FDJ \| + 47 s \| \| 5. \| Remco Evenepoel \| Belgien \| Quick-Step Alpha Vinyl \| + 1 min 20 s \| \| 6. \| Enric Mas \| Spanien \| Movistar Team \| + 1 min 20 s \| \| 7. \| Primož Roglič \| Slowenien \| Jumbo-Visma \| + 1 min 20 s \| \| 8. \| Simon Yates \| Vereinigtes Königreich \| BikeExchange-Jayco \| + 1 min 33 s \| \| 9. \| Carlos Rodríguez \| Spanien \| Ineos Grenadiers \| + 1 min 33 s \| \| 10. \| Sébastien Reichenbach \| Schweiz \| Groupama-FDJ \| + 1 min 42 s \| |                       |                        |                                    |                 |
| |                       |                        |                                    |                 |
| Quelle: ProCyclingStats |                       |                        |                                    |                 |
| Etappenergebnis |                       |                        |                                    |                 |
| Fahrer | Fahrer                | Land                   | Team                               | Zeit            |
| 1. | Jay Vine              | Australien             | Alpecin-Deceuninck                 | 4 h 05 min 25 s |
| 2. | Marc Soler            | Spanien                | UAE Team Emirates                  | + 43 s          |
| 3. | Rein Taaramäe         | Estland                | Intermarché-Wanty-Gobert Matériaux | + 43 s          |
| 4. | Thibaut Pinot         | Frankreich             | Groupama-FDJ                       | + 47 s          |
| 5. | Remco Evenepoel       | Belgien                | Quick-Step Alpha Vinyl             | + 1 min 20 s    |
| 6. | Enric Mas             | Spanien                | Movistar Team                      | + 1 min 20 s    |
| 7. | Primož Roglič         | Slowenien              | Jumbo-Visma                        | + 1 min 20 s    |
| 8. | Simon Yates           | Vereinigtes Königreich | BikeExchange-Jayco                 | + 1 min 33 s    |
| 9. | Carlos Rodríguez      | Spanien                | Ineos Grenadiers                   | + 1 min 33 s    |
| 10. | Sébastien Reichenbach | Schweiz                | Groupama-FDJ                       | + 1 min 42 s    |

## Gesamtstände
| \| Gesamtwertung \| Gesamtwertung \| Gesamtwertung \| Gesamtwertung \| Gesamtwertung \| \| Fahrer \| Fahrer \| Land \| Team \| Zeit \| \| ------------- \| ------------------ \| ---------------------- \| ---------------------- \| ---------------- \| \| 1. \| Remco Evenepoel \| Belgien \| Quick-Step Alpha Vinyl \| 29 h 28 min 19 s \| \| 2. \| Enric Mas \| Spanien \| Movistar Team \| + 28 s \| \| 3. \| Primož Roglič \| Slowenien \| Jumbo-Visma \| + 1 min 01 s \| \| 4. \| Carlos Rodríguez \| Spanien \| Ineos Grenadiers \| + 1 min 47 s \| \| 5. \| Tao Geoghegan Hart \| Vereinigtes Königreich \| Ineos Grenadiers \| + 1 min 54 s \| \| 6. \| Juan Ayuso \| Spanien \| UAE Team Emirates \| + 2 min 02 s \| \| 7. \| Simon Yates \| Vereinigtes Königreich \| BikeExchange-Jayco \| + 2 min 05 s \| \| 8. \| João Almeida \| Portugal \| UAE Team Emirates \| + 2 min 44 s \| \| 9. \| Jai Hindley \| Australien \| Bora-Hansgrohe \| + 2 min 51 s \| \| 10. \| Ben O’Connor \| Australien \| AG2R Citroën Team \| + 2 min 59 s \| |                    |                        |                        |                  |
| |                    |                        |                        |                  |
| Quelle: ProCyclingStats |                    |                        |                        |                  |
| Gesamtwertung |                    |                        |                        |                  |
| Fahrer | Fahrer             | Land                   | Team                   | Zeit             |
| 1. | Remco Evenepoel    | Belgien                | Quick-Step Alpha Vinyl | 29 h 28 min 19 s |
| 2. | Enric Mas          | Spanien                | Movistar Team          | + 28 s           |
| 3. | Primož Roglič      | Slowenien              | Jumbo-Visma            | + 1 min 01 s     |
| 4. | Carlos Rodríguez   | Spanien                | Ineos Grenadiers       | + 1 min 47 s     |
| 5. | Tao Geoghegan Hart | Vereinigtes Königreich | Ineos Grenadiers       | + 1 min 54 s     |
| 6. | Juan Ayuso         | Spanien                | UAE Team Emirates      | + 2 min 02 s     |
| 7. | Simon Yates        | Vereinigtes Königreich | BikeExchange-Jayco     | + 2 min 05 s     |
| 8. | João Almeida       | Portugal               | UAE Team Emirates      | + 2 min 44 s     |
| 9. | Jai Hindley        | Australien             | Bora-Hansgrohe         | + 2 min 51 s     |
| 10. | Ben O’Connor       | Australien             | AG2R Citroën Team      | + 2 min 59 s     |

| Punktewertung | Punktewertung   | Punktewertung          | Punktewertung          | Punktewertung |
| Fahrer        | Fahrer          | Land                   | Team                   | Punkte        |
| ------------- | --------------- | ---------------------- | ---------------------- | ------------- |
| 1.            | Mads Pedersen   | Dänemark               | Trek-Segafredo         | 147 P.        |
| 2.            | Sam Bennett     | Irland                 | Bora-Hansgrohe         | 142 P.        |
| 3.            | Marc Soler      | Spanien                | UAE Team Emirates      | 81 P.         |
| 4.            | Fred Wright     | Vereinigtes Königreich | Bahrain Victorious     | 64 P.         |
| 5.            | Remco Evenepoel | Belgien                | Quick-Step Alpha Vinyl | 52 P.         |
| 6.            | Primož Roglič   | Slowenien              | Jumbo-Visma            | 50 P.         |
| 7.            | Enric Mas       | Spanien                | Movistar Team          | 47 P.         |
| 8.            | Daniel McLay    | Vereinigtes Königreich | Arkéa-Samsic           | 41 P.         |
| 9.            | Jay Vine        | Australien             | Alpecin-Deceuninck     | 40 P.         |
| 10.           | Jesús Herrada   | Spanien                | Cofidis                | 40 P.         |

| Bergwertung | Bergwertung     | Bergwertung            | Bergwertung            | Bergwertung |
| Fahrer      | Fahrer          | Land                   | Team                   | Punkte      |
| ----------- | --------------- | ---------------------- | ---------------------- | ----------- |
| 1.          | Jay Vine        | Australien             | Alpecin-Deceuninck     | 40 P.       |
| 2.          | Marc Soler      | Spanien                | UAE Team Emirates      | 16 P.       |
| 3.          | Thibaut Pinot   | Frankreich             | Groupama-FDJ           | 12 P.       |
| 4.          | Rubén Fernández | Spanien                | Cofidis                | 11 P.       |
| 5.          | Mark Padun      | Ukraine                | EF Education-EasyPost  | 10 P.       |
| 6.          | Jesús Herrada   | Spanien                | Cofidis                | 10 P.       |
| 7.          | Remco Evenepoel | Belgien                | Quick-Step Alpha Vinyl | 7 P.        |
| 8.          | Fred Wright     | Vereinigtes Königreich | Bahrain Victorious     | 6 P.        |
| 9.          | Roger Adrià     | Spanien                | Equipo Kern Pharma     | 6 P.        |
| 10.         | Lawson Craddock | Vereinigte Staaten     | BikeExchange-Jayco     | 5 P.        |

| Nachwuchswertung | Nachwuchswertung  | Nachwuchswertung | Nachwuchswertung       | Nachwuchswertung |
| Fahrer           | Fahrer            | Land             | Team                   | Zeit             |
| ---------------- | ----------------- | ---------------- | ---------------------- | ---------------- |
| 1.               | Remco Evenepoel   | Belgien          | Quick-Step Alpha Vinyl | 29 h 28 min 19 s |
| 2.               | Carlos Rodríguez  | Spanien          | Ineos Grenadiers       | + 1 min 47 s     |
| 3.               | Juan Ayuso        | Spanien          | UAE Team Emirates      | + 2 min 02 s     |
| 4.               | João Almeida      | Portugal         | UAE Team Emirates      | + 2 min 44 s     |
| 5.               | Thymen Arensman   | Niederlande      | Team DSM               | + 3 min 18 s     |
| 6.               | Pavel Sivakov     | Frankreich       | Ineos Grenadiers       | + 3 min 31 s     |
| 7.               | Sergio Higuita    | Kolumbien        | Bora-Hansgrohe         | + 3 min 41 s     |
| 8.               | Gino Mäder        | Schweiz          | Bahrain Victorious     | + 3 min 43 s     |
| 9.               | José Félix Parra  | Spanien          | Equipo Kern Pharma     | + 17 min 18 s    |
| 10.              | Santiago Buitrago | Kolumbien        | Bahrain Victorious     | + 25 min 28 s    |

| Mannschaftswertung | Mannschaftswertung                 | Mannschaftswertung           | Mannschaftswertung |
| Team               | Team                               | Land                         | Zeit               |
| ------------------ | ---------------------------------- | ---------------------------- | ------------------ |
| 1.                 | UAE Team Emirates                  | Vereinigte Arabische Emirate | 87 h 40 min 20 s   |
| 2.                 | Ineos Grenadiers                   | Vereinigtes Königreich       | + 1 min 56 s       |
| 3.                 | Bahrain Victorious                 | Bahrain                      | + 4 min 07 s       |
| 4.                 | Bora-Hansgrohe                     | Deutschland                  | + 5 min 55 s       |
| 5.                 | Movistar Team                      | Spanien                      | + 7 min 29 s       |
| 6.                 | EF Education-EasyPost              | Vereinigte Staaten           | + 7 min 55 s       |
| 7.                 | Jumbo-Visma                        | Niederlande                  | + 11 min 46 s      |
| 8.                 | Intermarché-Wanty-Gobert Matériaux | Belgien                      | + 13 min 24 s      |
| 9.                 | Astana Qazaqstan Team              | Kasachstan                   | + 15 min 04 s      |
| 10.                | Groupama-FDJ                       | Frankreich                   | + 24 min 46 s      |

## Ausgeschiedene Fahrer
Die folgenden Fahrer waren aus der Tour ausgeschieden:
- Victor Langellotti (Burgos-BH) – DNF wegen Sturzfolgen (Schlüsselbeinbruch)
- Itamar Einhorn (Israel-Premier Tech) – DNF
- Anthony Delaplace (Team Arkéa-Samsic) – DNS wegen positiven Coronatests
- Jake Stewart (Groupama-FDJ) – DNS wegen Erkrankung
- Nikias Arndt (Team DSM) – DNS wegen positiven Coronatests
- Mark Donovan (Team DSM) – DNS wegen positiven Coronatests